# Internationale Biologie Olympiade
De Internationale Biologie Olympiade (IBO) is een natuurwetenschappelijke wedstrijd voor leerlingen van de hoogste klassen van het middelbaar onderwijs. De IBO was oorspronkelijk een wedstrijd voor Oost-Europese landen, maar is in de loop van de jaren uitgegroeid tot een evenement waar meer dan 70 verschillende landen aan meedoen. Alle deelnemende landen leveren vier deelnemers, op basis van de resultaten van hun Nationale Olympiade. Ieder landsteam wordt normaal gesproken vergezeld door een teamleider en twee juryleden.

## Doelen
De doelen van de IBO zijn het stimuleren van getalenteerde studenten voor een baan in de wetenschap en het benadrukken van het enorme belang van biologie in onze huidige samenleving. De IBO is ook bij uitstek geschikt om lesmethoden en ervaringen uit te wisselen tussen de verschillende landen, zodat het biologieonderwijs op nationaal niveau verbeterd kan worden. Verder vereist het organiseren van een Nationale Olympiade een goede samenwerking tussen vele instellingen, zoals ministeries, industrie, scholen en universiteiten. Tot slot stimuleert de IBO het vriendschappelijke contact tussen docenten en studenten, ook op internationaal vlak. Dit wordt bekrachtigd door het afleggen van een 'fair play'-eed.

## Procedure
De wedstrijd zelf bestaat uit een theoretisch en een praktisch deel. De theorietoetsen gaan over een breed scala aan biologische onderwerpen zoals: celbiologie, moleculaire biologie, plantenanatomie en -fysiologie, dierenanatomie en -fysiologie, ethologie, genetica en evolutie, ecologie en biosystematiek. De resultaten van de theoretische en praktische toetsen worden geschaald zodat beide voor 50% meetellen in de uiteindelijke score.
Uiteindelijk worden alle deelnemers gerangschikt op basis van hun individuele scores. Hierna ontvangt de top-10% van de deelnemers een gouden medaille, de volgende 20% ontvangt een zilveren medaille en de volgende 30% ontvangt een bronzen medaille. 
Ondanks de 'fair play'-eed gebeurt het een enkele keer dat iemand betrapt wordt op spieken, met diskwalificatie tot gevolg.

### Taal
De officiële taal van de IBO is Engels, waar vroeger ook Russisch werd gevoerd. Om iedere deelnemer een gelijke kans te geven, worden alle toetsen voorafgaand aan de toetsdagen vertaald door de begeleiders van het landsteam. Om te voorkomen dat de begeleiders informatie doorspelen naar hun studenten, hebben de studenten en begeleiders aparte verblijfplaatsen gedurende de IBO. Pas na de toetsen mogen zij elkaar spreken.

## Motivatie van de deelnemers
Iedere deelnemer heeft vaak een heel eigen idee over wat hij of zij wil bereiken met de IBO. Sommige deelnemers willen graag een medaille winnen, waar anderen de sociale contacten en andere culturen belangrijker vinden.
Het belang van het winnen van een medaille verschilt sterk tussen landen. In sommige Oost- en Zuidoost-Aziatische landen brengt het winnen van een gouden medaille een verzekerde plaats op een universiteit met zich mee. Dit soort beloningen worden veel minder toegepast in West-Europese landen en bijvoorbeeld de Verenigde Staten. Dit verschil is vaak ook te merken in de resultaten van de IBO: de gouden medailles zijn voornamelijk voor Aziatische deelnemers. Echter, waar een ander land blij zou zijn met een bronzen medaille, zou dit voor een Aziatische deelnemer als een mislukking worden beschouwd. Dat deze druk niet altijd nodig is om uitstekend te presteren bleek in 2004, toen het voltallige team van de Verenigde Staten gouden medailles won (een primeur voor de IBO). Dit huzarenstukje is de afgelopen jaren al meerdere malen herhaald, door onder andere China, Korea en Taiwan.

## Afgelopen en toekomstige IBO's
Ieder jaar wordt de IBO georganiseerd door een ander land.
1. 1990: Voormalig Tsjecho-Slowakije, Olomouc
2. 1991: Voormalige Sovjet-Unie, Machatsjkala
3. 1992: Voormalig Tsjecho-Slowakije, Poprad
4. 1993: Nederland, Utrecht
5. 1994: Bulgarije, Varna
6. 1995: Thailand, Bangkok
7. 1996: Oekraïne, Artek
8. 1997: Turkmenistan, Asjchabad
9. 1998: Duitsland, Kiel
10. 1999: Zweden, Uppsala
11. 2000: Turkije, Antalya
12. 2001: België, Brussel
13. 2002: Letland, Riga
14. 2003: Wit-Rusland, Minsk
15. 2004: Australië, Brisbane
16. 2005: China, Beijing
17. 2006: Argentinië, Río Cuarto
18. 2007: Canada, Saskatoon
19. 2008: India, Mumbai
20. 2009: Japan, Tsukuba
21. 2010: Korea
22. 2011: Taiwan
23. 2012: Singapore
24. 2013: Zwitserland, Bern
25. 2014: Bali, Indonesië
26. 2015: Denemarken, Aarhus
27. 2016: Vietnam, Hanoi
28. 2017: Verenigd Koninkrijk, Coventry
29. 2018: Iran, Teheran
30. 2019: Hongarije, Szeged
31. 2020: Japan, Nagasaki. Afgelast wegens de COVID-19-pandemie, vervangen door het online evenement IBO Challenge 2020
32. 2021: Portugal, Lissabon. Afgelast wegens de COVID-19-pandemie, vervangen door het online evenement IBO Challenge II
33. 2022: Armenië, Yerevan
34. 2023: Verenigde Arabische Emiraten, Al Ain
35. 2024: Kazachstan, Astana
36. 2025: Filipijnen, Quezon City
37. 2026: Litouwen, Vilnius
38. 2027: Polen
39. 2028: Nederland
40. 2029: Tsjechië